# Whitehall (Montana)
Whitehall é uma cidade  localizada no estado americano de Montana, no Condado de Jefferson.

## Demografia
Segundo o censo americano de 2000, a sua população era de 1044 habitantes.
Em 2006, foi estimada uma população de 1165, um aumento de 121 (11.6%).

## Geografia
De acordo com o United States Census Bureau tem uma área de
1,8 km², dos quais 1,8 km² cobertos por terra e 0,0 km² cobertos por água. Whitehall localiza-se a aproximadamente 1329 m acima do nível do mar.

## Localidades na vizinhança
O diagrama seguinte representa as localidades num raio de 40 km ao redor de Whitehall.